# 阿爾米蘭特布朗縣

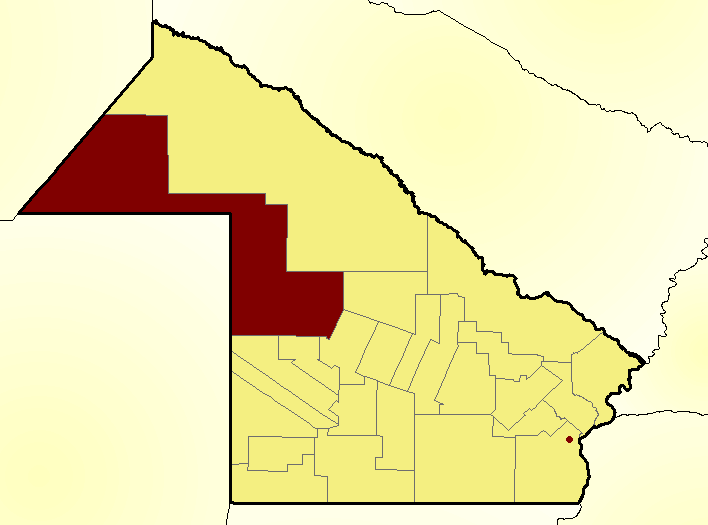

阿爾米蘭特布朗縣（西班牙語：Departamento Almirante Brown），是阿根廷的縣份，位於該國北部查科省，首府設於潘帕德因菲爾諾，始建於1937年12月7日，面積17,276平方公里，2010年34,075，人口密度每平方公里1.97人。